# محمدباقر ضیایی

هیئت مؤسس جبهه متحد کرد: بهاءالدین ادب، بایزید مردوخی، حسین شاهویسی، عبدالعلی شمس برهان، محمدباقر ضیایی

محمدباقر ضیائی (زادهٔ ۱۵ تیر ۱۳۳۲ در پاوه) فعال سیاسی و کنشگر اجتماعیِ کرد و اهل سنتِ ایران است.

## زندگی‌نامه
ضیایی قرآن و دروس ابتدایی را در نزد والد ماجد خود خواند و بر علوم دینی آگاه گردید و در مدارس دولتی پاوه و کرمانشاه نیز دروس جدید را طی نمود و در سال ۱۳۵۳ به دانشکده علوم دانشگاه رازی کرمانشاه وارد و در رشته فیزیک تحصیل نمود و پس از انقلاب در دانشگاه صنعت آب و برق در رشته مهندسی برق ادامه تحصیل داد و از مدیران صنعت برق در پایتخت می‌باشد.
وی در دومین دوره انتخابات شورای اسلامی شهر تهران عضو ائتلافی موسوم به (کرد) بود که از ۹ شخصیت سرشناس کرد در تهران، با حمایت فراکسیون نمایندگان کرد، مجمع نمایندگان اهل سنت مجلس، خانه اقوام، گروه وکلای کرد تهران، خانه کرمانشاه و جامعه کردهای مقیم مرکز ایران شکل گرفته بود.
او از اعضای مؤسس جبهه ای می‌باشد که در اوایل سال ۱۳۸۴ با عنوان جبهه متحد کرد با همکاری صالح نیکبخت ،  جلال جلالی زاده ،  بایزید مردوخی،حسین شاهویسی ،عبدالعلی شمس برهان و جمعی از فعّالان سیاسی و فرهنگی کُرد به دبیرکلی مهندس بهاالدین ادب بنیان نهاده شد.
مهندس باقر ضیائی از اعضای شورای راهبردی اهل سنت ایران در سال ۱۳۹۶ و از اعضای شورای هم‌اندیشی اهل سنت ایران در انتخابات ریاست جمهوری سال ۱۴۰۰ که با رهبری مولوی عبدالحمید شکل گرفته‌اند است.
محمد باقر ضیائی مؤسس و عضو چندین انجمن خیریه و مدیر مالی ستاد حامیان مردمی زلزله زدگان کرمانشاه در تهران بود.

### خانواده
پدر او محمدزاهد ضیایی پاوه‌ای از منسوبان شیخ محمدعثمان سراج‌الدین دوم و فرزند ملا صلاح‌الدین پاوه‌ای که در آن زمان از علمای مشهور و مفتیان منطقه به‌شمار می‌رفت. مادر ایشان خاتون معصومه دختر شیخ نصرالدین خالصی پاوه از رهبران مشهور طریقت قادری طالبانی می‌باشند.
وی همچنین برادر ملا محمد طاهر ضیائی فرهنگی بازنشسته و از فعالان اهل سنتِ کرمانشاه و عضو هیئت امنای (مسجد امام شافعی) مسجد سنی‌های کرمانشاه، دکتر محمدناصر ضیائی امام جمعه سابق پاوه، محمد فاروق ضیایی فرهنگی و مدیر صندوق خیریه امام شافعی پاوه و دکتر محمد عادل ضیایی عضو هئیت علمی دانشگاه تهران و مدیر کرسی فقه شافعی دانشگاه مذاهب اسلامی می‌باشد.

شیخ محمد عثمان سراج الدینی ثانی - حاج ماموستا ضیائی پاوه - مهندس حاج باقر ضیائی